# Eodalis
Eodalis is een kevergeslacht uit de familie van de boktorren (Cerambycidae). De wetenschappelijke naam van het geslacht werd voor het eerst geldig gepubliceerd in 1869 door Pascoe.

## Soorten
Eodalis omvat de volgende soorten:
- Eodalis dentellus Holzschuh, 2006
- Eodalis lepidus Pascoe, 1869